# Йорж (коктейль)
Йорж (рос. Ёрш, англ. Yorsh) — російський змішаний напій, що складається з пива, яке ретельно змішують з достатньою кількістю горілки. Його традиційно вживають в тісному колі, або під час застілля, як правило, з тостами, після чого випивають залпом повний стакан до дна на одному диханні.
Горілка є розведеним очищенним спиртом, який не містить ароматизаторів, тому суттєво не впливає на смак пива, але значно збільшує вміст алкоголю в готовому коктейлі.